# Hitoshi Shiota
Hitoshi Shiota (japanisch 塩田 仁史 Shiota Hitoshi; * 28. Mai 1981 in der Präfektur Ibaraki) ist ein japanischer Fußballspieler.

## Karriere
Shiota erlernte das Fußballspielen in der Schulmannschaft der Mito Junior College High School und der Universitätsmannschaft der Ryūtsū-Keizai-Universität. Seinen ersten Vertrag unterschrieb er 2004 bei den FC Tokyo. Der Verein spielte in der höchsten Liga des Landes, der J1 League. 2004 und 2009 gewann er mit dem Verein den J.League Cup. Am Ende der Saison 2010 stieg der Verein in die J2 League ab. 2011 wurde er mit dem Verein Meister der J2 League und stieg wieder in die J1 League auf. 2011 gewann er mit dem Verein den Kaiserpokal. Für den Verein absolvierte er 85 Ligaspiele. 2015 wechselte er zum Zweitligisten Omiya Ardija. 2015 wurde er mit dem Verein Meister der J2 League und stieg in die J1 League auf. Am Ende der Saison 2017 stieg der Verein wieder in die J2 League ab. Für den Verein absolvierte er 44 Ligaspiele. 2020 wechselte er zum Ligakonkurrenten Tochigi SC. Für den Klub aus Utsunomiya stand er zwölfmal im Tor. Anfang 2021 unterschrieb er einen Vertrag beim Erstligisten Urawa Red Diamonds.

## Erfolge
FC Tokyo
- J.League Cup: 2004, 2009

- Kaiserpokal: 2011

Urawa Red Diamonds
- Kaiserpokal: 2021